# 卡納雷特斯噴泉
卡納雷特斯噴泉（Fuente de Canaletas）是西班牙加泰羅尼亞巴塞羅那的一個噴泉，位於蘭布拉大道，靠近加泰羅尼亞廣場。該噴泉修建於19世紀後期，以取代之前的自16世紀就有的噴泉。自1930年代開始，該噴泉也是巴塞羅那足球俱樂部球迷慶祝比賽勝利後歡慶的場所。

## 外部連結
- History of the fountain (from UB.es).

41°23′7″N 2°10′12.5″E / 41.38528°N 2.170139°E